# Iridiu
Iridiul (simbol chimic: Ir; numele provine de la "Iris", zeiță greacă), element chimic cu caracter metalic, din grupa a VIII-a, număr atomic 77, masă atomică 192,2; configurația învelișului electronic exterior 5d76s2, valența, II, III, IV, VI. În natură se găsește împreună cu alte metale platinice. Este un metal alb-argintiu, d 22,65; punct de topire 2.454 °C, punct de fierbere 4.130 °C, duritate 6,25. Este puțin activ din punct de vedere chimic. Nu este atacat de nici un acid (nici chiar de apă regală). Aliajele iridiu-platină sunt folosite la confecționarea termoelementelor, la fabricarea creuzetelor, iar cele din iridiu-osmiu la fabricarea vârfurilor de penițe pentru tocul rezervor. Este utilizat în componența catalizatorilor pentru electroliza apei.
Intre cretacic și paleogen există peste tot în lume un strat subțire argilos reper, de câțiva centimetri, foarte bogat în iridiu, format în urma depunerii de praf produs de impactul asteroidului, acum 66 milioane de ani.